# Bronice (województwo lubelskie)
Bronice – wieś w Polsce położona w województwie lubelskim, w powiecie puławskim, w gminie Nałęczów.
Wieś szlachecka położona była w drugiej połowie XVI wieku w powiecie lubelskim województwa lubelskiego. W latach 1975–1998 miejscowość należała administracyjnie do ówczesnego województwa lubelskiego.
Wieś stanowi sołectwo gminy Nałęczów. Według Narodowego Spisu Powszechnego z roku 2011 wieś liczyła 296 mieszkańców.
Wierni Kościoła rzymskokatolickiego należą do parafii Miłosierdzia Bożego w Piotrowicach.

## Historia
Wieś notowana w roku 1409, stanowiła własność szlachecką, a latach 1409–1420 dziedzicem był Marcin z Bronic. W okresie XV wieku w historii wsi przewija się szlachta o nazwiskach Krzywania także Krzywanic, Osmolski, Chrostny i Bronicki.
Wspomina o tej wsi Długosz L.B. (t.III s.257). W tomie II s. 569 pisze – 16 osób szlachty różnych herbów, 4 kmieci.
W roku 1450 król Kazimierz Jagiellończyk postanawia, aby szlachta zamieszkała w Bronicach odnosiła placki wielkanocne do poświęcenia plebanowi wąwolnickiemu do wsi Drzewce.
Bronice w XIX wieku to wieś i folwark w powiecie nowoaleksandryjskim, ówczesnej gminie Drzewce, parafii Wąwolnica, jak podaje nota Słownika geograficznego Królestwa Polskiego z roku 1880 w pięknem położeniu, z parkiem i murowanym pałacykiem.

Według spisu z 1827 roku było tu 18 domów i 124 mieszkańców. Około 1880 roku wieś liczyła 22 domy i 218 mieszkańców z których 14 było pochodzenia żydowskiego.

## Pałac w Bronicach
Pałac w stylu klasycystycznym polecił zbudować Józef Dębowski po 1798 roku, w miejscu wcześniejszego założenia renesansowego, którego pozostałością była renesansowa wieża z XVI wieku, którą rozebrano w XIX wieku. Wraz z pałacem, powstał usytuowany w pobliżu klasycystyczny lamus i (obecnie nieistniejący) neogotycki budynek z wieżą. Wokół założono park o charakterze romantycznym ze stawami i z sadzawkami, a na północ od niego usytuowano zespół folwarczny. Prezentujący wysoki poziom architektoniczny pałac zbudowano przypuszczalnie według projektu architekta Chrystiana Piotra Aignera, a dekorację stiukową sali balowej wykonał Franciszek Bauman. W poł. XIX w. właścicielami Bronic byli Ordęgowie, od których odkupił je w 1852 r. Karol Wołk-Łaniewski. W poł. XIX w. Henryk Marconi sporządził niezrealizowany projekt przebudowy pałacu. Podczas II wojny światowej Niemcy umieścili w pałacu szpital. W 1944 r. dobra upaństwowiono, w następnych latach nieużytkowany pałac i jego otoczenie zostały zdewastowane. Zniszczeniu uległ neogotycki budynek, zabudowania folwarczne i park. Lamus jest obecnie w ruinie. W latach 1959–1965 pałac częściowo odbudowano. W latach 1976–1986 nastąpił generalny remont obiektu z przeznaczeniem na magazyn Wojewódzkiej Biblioteki Publicznej w Lublinie.